# Багрич, Дмитрий Николаевич
Дмитрий Николаевич Багрич (26 марта 1936, Харьков — 30 августа 1980, Москва) — советский футболист, защитник. Воспитанник клуба «Локомотив» Харьков. Известен по выступлениям за ЦСКА, был капитаном команды. Выступал за олимпийскую сборную СССР. Мастер спорта СССР (1959).

## Биография
Воспитанник харьковского «Локомотива». В 1952—1954 годах выступал за молодёжный состав харьковчан, в 1955 за команду мастеров. В 1956 году выступал за клуб ОДО Киев. В 1956—1957 играл за ОДО Свердловск.
В 1958 году перешёл в московский ЦСКА. За армейцев провёл 311 матчей, забил 1 гол. Багрич первый из футболистов ЦСКА достиг отметки 300 матчей за армейский клуб.
После окончания карьеры футболиста до самой смерти работал на кафедре физкультуры Военно-политической академии имени Ленина старшим преподавателем физического воспитания. Подполковник. Член КПСС.
Умер 30 августа 1980 года в Москве от опухоли головного мозга. Похоронен на Митинском кладбище.

## Достижения

### Командные
- Чемпион СССР: 1970.
- Бронзовый призёр чемпионата СССР: 1958, 1964, 1965.
- Финалист Кубка СССР: 1967.[4]

### Личные
- Мастер спорта СССР: 1959.
- Первым из армейских футболистов достиг отметки 300 матчей за ЦСКА.[5]
- Входил в список «33 лучших»: № 2 — 1959, 1966, № 3 — 1958, 1960, 1962, 1965